# Qormi FC
Qormi FC – maltański klub piłkarski z siedzibą w mieście Qormi.

## Historia
Chronologia nazw:
- 1918–1961: Curmi United
- od 1961: Qormi FC

Klub został założony w 1961 roku jako Qormi FC w wyniku fuzji dwóch miejscowych klubów Qormi United oraz Qormi Youngsters. Klub Qormi United (Curmi United) w dalekim 1920 roku debiutował w najwyższej klasie, ale tylko grał przez jeden sezon. Po fuzji zespół występował przeważnie w drugiej lidze maltańskiej. W 1967 roku zdobył awans do najwyższej klasy, ale nie utrzymał się w niej i spadł z powrotem do drugiej ligi. W 1969 powrócił do najwyższej ligi, w której występował do 1972. W 1973 na sezon ponownie wrócił do ekstraligi. Potem w latach 1978-1980 kolejne dwa sezony spędził w ekstralidze. Po sezonie 2007/08 zajął 2. miejsce w Maltese First Division i zdobył awans do Premier League.

## Sukcesy
- Mistrzostwo Malty:
  - 3.miejsce (1): 2010
- Puchar Malty:
  - finalista (1): 2010

## Stadion
Ta’ Qali Stadium może pomieścić 17,000 widzów.